# Comuna Sveti Petar u Šumi, Istria
Sveti Petar u Šumi este o comună în cantonul Istria, Croația, având o populație de 1.065 de locuitori (2011).

## Demografie
Componența etnică a comunei Sveti Petar u Šumi
     Croați (86,2%)
     Necunoscut (0,66%)
     Neclasificat (12,96%)
Componența confesională a comunei Sveti Petar u Šumi
     Catolici (98,12%)
     Necunoscută (0,56%)
     Alte religii (1,31%)
Conform recensământului din 2011, comuna Sveti Petar u Šumi avea 1.065 de locuitori. Din punct de vedere etnic, majoritatea locuitorilor (86,2%) erau croați, cu o minoritate de afiliați religios (12,49%). Apartenența etnică nu este cunoscută în cazul a 0,66% din locuitori. Din punct de vedere confesional, majoritatea locuitorilor (98,12%) erau catolici. Pentru 0,56% din locuitori nu este cunoscută apartenența confesională.